# Extasy Records
Az Extasy Records független lemezkiadó vállalatot 1986-ban hozta létre Yoshiki, az X Japan heavymetal-együttes társalapítója Japánban. A cég első kiadott kislemeze az Orgasm volt.
Később számos olyan, kevéssé ismert együttest szerződtettek, akik később több milliós lemezeladással elismert előadók lettek; ilyen például a Glay és a Luna Sea. Az Extasy Records és a Free-Will kiadó jelentősen hozzájárultak a visual kei mozgalom népszerűsítéséhez.
A kiadó több alkalommal szervezett koncerteket meglévő és korábbi előadói számára, Extasy Summit néven.

## Története
A kiadót Yoshiki azért hozta létre, az édesanyjától kapott pénzből, hogy kiadhassák együttese, az X lemezeit.
1992-ben Yoshiki Los Angelesben vásárolt stúdiót, melyet Extasy Recording Studios névre keresztelt, és ahol szinte minden kiadványának felvételei készültek, egészen a 2010-es évekig, amikor eladta a stúdiót. 1988-ban az X első nagylemezét, a Vanishing Visiont is az Extasy adta ki, mely az Oricon összesített toplistáján a 19. helyezett volt, ami többek szerint először fordult elő független kiadós előadó esetén.
1991-ben az X gitárosa, hide révén szerződtették le a Luna Sea együttest, akikre az első lemezük sikere miatt felfigyelt az MCA Victor nagykiadó.
A kiadó Extasy Summit néven több koncertet is szervezett az előadói számára, ezen koncertek egyikén, 1992-ben játszott először az X Japannel új basszusgitárosuk, Heath.
1998-ban a zenész megvette a Brooklyn Recording Studiost, melyben korábban a Maverick Records működött, és amely Madonna és Freddy DeMann tulajdonában állt. One on One South névre keresztelte át, majd az Extasy International központja lett. Egy másik stúdiója is van Los Angelesben; korábbi nevén a Larrabee East.
1998-ban Lighting & Thunder címmel válogatásalbumot jelentettek meg, majd 2000-ben History of Extasy 15th Anniversary címmel egy újabbat.
2000-ben Yoshiki kibővítette a kiadóját két alvállalattal, az Extasy Japannel és az Extasy Internationallel, disztribúciós partnere a Warner Music Group lett.

## Művészek
Az alábbi művészek karrierjük egy időszakában az Extasy valamelyik leányvállalatával álltak szerződésben.

### Extasy Records
- Acid Bell
- Brain Drive
- Breath
- Deep
- Ex-Ans
- Gilles de Rais
- Glay
- Hypermania
- La Vie En Rose
- Ladies Room
- Luna Sea
- P2H
- Poison/Poison Arts
- Magnitude9.8
- Screaming Mad George & Psychosis
- Sweet Death/Media Youth
- The Hate Honey
- The Zolge
- Tokyo Yankees
- Velvet Blue
- Virus
- X Japan
- Youthquake
- Zi:Kill

### Extasy Japan

Az Extasy Japan és az Extasy International logója.

- Beast
- Revenus
- Shiro
- Wilyem Suzhigaza
- Kudó Sizuka

### Extasy International
- Abandoned Pools/Tommy Walter
- Aja Daashuur
- Kidneythieves
- Laura Dawn
- Red Delicious
- sub.bionic
- Violet UK

## Fordítás
- Ez a szócikk részben vagy egészben  az   Extasy Records című angol Wikipédia-szócikk fordításán alapul.  Az eredeti cikk szerkesztőit annak laptörténete sorolja fel. Ez a jelzés csupán a megfogalmazás eredetét és a szerzői jogokat jelzi, nem szolgál a cikkben szereplő információk forrásmegjelöléseként.